# Liste der Baudenkmale in Rullstorf
In der Liste der Baudenkmale in Rullstorf sind die Baudenkmale der niedersächsischen Gemeinde Rullstorf und ihrer Ortsteile aufgelistet. Der Stand der Liste ist der 28. Januar 2023. Die Quelle der Baudenkmale und der Beschreibungen ist der Denkmalatlas Niedersachsen.

## Allgemein
In den Spalten befinden sich folgende Informationen:
- Lage: die Adresse des Baudenkmales und die geographischen Koordinaten. Kartenansicht, um Koordinaten zu setzen. In der Kartenansicht sind Baudenkmale ohne Koordinaten mit einem roten Marker dargestellt und können in der Karte gesetzt werden. Baudenkmale ohne Bild sind mit einem blauen Marker gekennzeichnet, Baudenkmale mit Bild mit einem grünen Marker.
- Bezeichnung: Bezeichnung des Baudenkmales
- Beschreibung: die Beschreibung des Baudenkmales. Unter § 3 Abs. 2 NDSchG werden Einzeldenkmale und unter § 3 Abs. 3 NDSchG Gruppen baulicher Anlagen und deren Bestandteile ausgewiesen.
- ID: die Objekt-ID des Baudenkmales
- Bild: ein Bild des Baudenkmales, ggf. zusätzlich mit einem Link zu weiteren Fotos des Baudenkmals im Medienarchiv Wikimedia Commons. Wenn man auf das Kamerasymbol klickt, können Fotos zu Baudenkmalen aus dieser Liste hochgeladen werden:

## Rullstorf

### Gruppe: Alte Dorfstraße 7
Die Gruppe hat die ID: 34327901. Großflächige Hofanlage im Zentrum. Freistehende und im Abstand zueinander angeordnete Gebäude weit zurückgesetzt. Wirtschaftsgebäude gruppieren sich um Hoffläche, die im Süden des Wirtschaftsgiebels des Haupthauses liegt.

| Lage                                           | Bezeichnung | Beschreibung | ID       | Bild |
| ---------------------------------------------- | ----------- | --- | -------- | ---- |
| Alte Dorfstraße 7 53° 17′ 14″ N, 10° 32′ 4″ O  | Stall       | Wandständerbau unter Halbwalmdach in Ziegeldeckung, Fachwerk mit Backsteinausfachung, nördlicher Teil auf hohem Backsteinsockel. Auf Ostseite Zugänge und mittige Schleppgaube mit Aufzugsluke, auf Südseite Tore und mittige Aufzugsluke im Giebel. Erbaut um 1850.      | 28833658 | BW   |
| Alte Dorfstraße 7 53° 17′ 13″ N, 10° 31′ 55″ O | Scheune     | Zweiständerbau unter Halbwalmdach mit Längsdurchfahrt. Fachwerk mit Backsteinausfachung. Erbaut um 1850. | 28833677 | BW   |
| Alte Dorfstraße 7 53° 17′ 14″ N, 10° 32′ 4″ O  | Schafstall  | Wandständerbau mit eingehälsten Ankerbalken von fünf Fach Länge teils in Lehmstakung teils mit Backsteinausfachungen unter Walmdach mit Eulenlöchern. Zweiflügelige Tore nach außen aufschlagend, im Nordgiebel Schäfertür. Erbaut erste Hälfte 17. Jh., vermutlich 1614. | 28833696 | BW   |

### Gruppe: Zum Bahnhof 3
Die Gruppe hat die ID: 34325789. Hofanlage im Westen; Gebäude freistehend und in engem Abstand zueinander. Wohn-Wirtschaftsgebäude im Zentrum. Nordwestlicher Wohnteil zur Straße Zum Bahnhof mit repräsentativen Fassaden ausgerichtet; der Wirtschaftsgiebel nach Südosten zum Wirtschaftshof. Nordöstlich des Wohnhauses ehemals weitere Nebengebäude aufgereiht. Errichtet um 1860.

| Lage                                       | Bezeichnung               | Beschreibung | ID       | Bild |
| ------------------------------------------ | ------------------------- | --- | -------- | ---- |
| Zum Bahnhof 3 53° 17′ 17″ N, 10° 31′ 43″ O | Wohn-/ Wirtschaftsgebäude | Eingeschossiger Backsteinbau unter Halbwalmdach mit Eulenloch in Rautendeckung. Grundriss in der Tradition des Flettdielenhaus stehend. Wände aus rotem Backsteinen; Pilaster- und Gesimsgliederung mit gelben Backsteinen abgesetzt. Auf südlicher Traufseite außermittiger Eingang zum Wohnteil hervorgehoben durch Zwerchhaus und zwei seitliche Schleppgauben; doppelflüglige Eingangstür sowie Halbrundfenster im Giebel. In westlicher Giebelseite Rechteckfenster des Wohnteils. Im Osten Wirtschaftsgiebel mit Toreinfahrten und Halbrundfenstern. Erbaut 1858 (Inschrift am Wirtschaftsgiebel). | 28833545 | BW   |
| Zum Bahnhof 3 53° 17′ 17″ N, 10° 31′ 43″ O | Längsscheune              | Wandständerbau mit Backsteinausfachungen unter Halbwalmdach in Faserzementrautendeckung mit Eulenloch. Zwei Tore im Westgiebel, eines zur Straße, eines zum Hof ausgerichtet. 1829(i). | 28833528 | BW   |
| Zum Bahnhof 3 53° 17′ 17″ N, 10° 31′ 43″ O | Längsscheune              | Wandständerbau unter Halbwalmdach in Rautendeckung mit Eulenloch mit Längsdurchfahrt. Fachwerk mit Backsteinausfachung. Erbaut wohl Mitte 19. Jh. | 28833511 | BW   |

## Boltersen

### Gruppe: Bahnhofstraße 3
Die Gruppe hat die ID: 34327884. Hofanlage östlich der Bahnhofstraße. Gebäude freistehend, in engem Abstand zueinander. Traufständiges Wohn-Wirtschaftsgebäude mit Vorgarten leicht zurückgesetzt. Um den südlichen Wirtschaftsgiebel gruppieren sich eine Remise und Scheune. Östlich liegt der Schweinestall, im Norden weitere Scheune. Grundstück wird von Ziegelmauer begrenzt.

| Lage                                        | Bezeichnung               | Beschreibung | ID       | Bild |
| ------------------------------------------- | ------------------------- | --- | -------- | ---- |
| Bahnhofstraße 3 53° 16′ 36″ N, 10° 34′ 0″ O | Scheune                   | Eingeschossiger, traufständiger Fachwerkbau unter Halbwalmdach ursprünglich in Reetdeckung. Wandständerbau. Ausmittige Längsdurchfahrt. Erbaut Mitte 19. Jh. | 28833582 | BW   |
| Bahnhofstraße 3 53° 16′ 36″ N, 10° 34′ 0″ O | Wohn-/ Wirtschaftsgebäude | Eingeschossiger Fachwerkbau mit Backsteinausfachung unter Halbwalmdach in Pfannendeckung. Vierständerbau mit Andreaskreuzen in den Eckgefachen. Grundriss in Anlehnung an den Typ des Flettdielenhauses. Auf westlicher Traufseite außermittiger Eingang zum Wohnteil hervorgehoben durch Zwerchhaus. Wirtschaftsgiebel nach Süden zum Hof ausgerichtet. Erbaut 1885 (Inschrift). | 28833639 | BW   |
| Bahnhofstraße 3 53° 16′ 36″ N, 10° 34′ 0″ O | Stall                     | Eingeschossiger, traufständiger, langgestreckter Backsteinbau mit Satteldach in Pfannendeckung. Mehrere Zugänge zu den Schweinekoben. In Westseite mittiges Zwerchhaus mit Aufzugsluke. Erbaut 1888 (i). | 28833620 | BW   |
| Bahnhofstraße 3 53° 16′ 36″ N, 10° 34′ 0″ O | Remise                    | Eingeschossiger, traufständiger Fachwerkbau mit Backsteinausfachung unter Satteldach in Pfannendeckung sowie hofseitigem Flugdach. Erbaut Ende 19. Jh. | 28833563 | BW   |
| Bahnhofstraße 3 53° 16′ 36″ N, 10° 34′ 0″ O | Scheune                   | Eingeschossiger, traufständiger Fachwerkbau unter Halbwalmdach ursprünglich in Reetdeckung. Wandständerbau. Ausmittige Längsdurchfahrt. Erbaut Mitte 19. Jh. | 28833601 | BW   |

### Einzelobjekte
| Lage                                         | Bezeichnung                                                   | Beschreibung | ID       | Bild |
| -------------------------------------------- | ------------------------------------------------------------- | --- | -------- | ---- |
| Am Sod 2a 53° 16′ 31″ N, 10° 34′ 9″ O        | Wohn-/ Wirtschaftsgebäude                                     | Eingeschossiger, traufständiger Fachwerkbau mit Bachsteinausfachung unter Halbwalmdach in Pfannendeckung. Zweiständerbau auf Feldsteinsockel. Flettdielenhaus, Wirtschaftsteil mit Tor, seitlichen Eingängen und Aufzugsluke im Norden, Wohnteil im Süden. Segensspruch und Bauinschrift am Wirtschaftsgiebel. Erbaut 1850 (i). | 28833769 | BW   |
| Bahnhofstraße 11 53° 16′ 41″ N, 10° 34′ 1″ O | Wohnhaus (Landarbeiterwohnhaus)                               | Langgestreckter, traufständiger Fachwerkbau mit Ziegelausfachung unter Satteldach in Pfannendeckung. Wohnhaus für drei Familien. Auf Straßenseite im nördliche Dritten Dieleneinfahrt, Erschließung der Wohnungen auf rückwärtiger Traufseite. Errichtet Ende 19. Jh. | 28833807 | BW   |
| Bahnhofstraße 21 53° 16′ 51″ N, 10° 34′ 1″ O | Wohn-/ Wirtschaftsgebäude (Bahnhof Boltersen, ehem. Molkerei) | Traufständiger, langgestreckter, eingeschossiger Backsteinbau mit Sockel- und Drempelgeschoss unter Krüppelwalmdach in Ziegeldeckung. Auf westlicher Langseite zur Straße mittig Eingangsrisalit unter Zwerchdach mit Freigespärre und außermittiger Tür. Nördlicher Teil als Molkerei mit Industriefenstern und Landeluken, südlicher als Wohnraum genutzt. Abgesetzte helle Putzflächen im oberen Drittel des Gebäudes, hier Fensterrahmungen in Backstein abgesetzt und Rundfenster im Drempelgeschoss durch horizontales Band verbunden. Errichtet Anfang 20. Jh. | 28833736 | BW   |
| Hoher Weg 1 53° 16′ 27″ N, 10° 34′ 7″ O      | Alte Schule                                                   | Vierständerhaus unter Halbwalmdach in Hohlpfannendeckung. Fachwerk mit Backsteinausfachungen. Wirtschaftsteil im Norden, nach Süden anschließend die Wohnung des Lehrers, daran anschließend die Klassenzimmer. Wohnung und Klassenzimmer jeweils getrennte Eingänge in der östlichen Traufseite zur Straße Hoher Weg. Südgiebel mit Senkrechtverschalung. Erbaut 1834 (i). | 28833788 | BW   |